# Heerlen
Heerlen je město v nizozemské provincii Limburg v jihovýchodní části země. Žije zde přibližně 87 tisíc obyvatel. Jde o třetí nejlidnatější město provincie Limburg a je také součástí souměstí Parkstad Limburg. Leží východně od nizozemského Maastrichtu a západně od Cách v Německu. Na konci 19. století se město stalo centrem těžby uhlí v zemi. Během 20. století do podoby města významně zasáhnul architekt Frits Peutz, typická je pro jeho architekturu například místní budova zvaná Glaspaleis. V roce 1997 byly v blízkosti města objeveny pozůstatky z Michelsberské kultury. 